# OpenBSD
OpenBSD és un sistema operatiu lliure i multiplataforma semblant a UNIX basat en BSD. OpenBSD s'especialitza en la seguretat i la correctesa. Per això, els desenvolupadors n'analitzen el codi sovint i proactivament. El projecte el regeix Theo de Raadt.
OpenBSD es distribueix sota la llicència BSD, igual que els altres BSD.

## Història
OpenBSD és un fork de NetBSD degut a diferències entre Theo de Raadt i la resta de fundadors de NetBSD.

## Versió actual
La versió 4.5 (publicada l'1 de maig del 2009), inclou:
- Servidor gràfic Xenocara (basat amb X.Org 7.4 + pedaços, Freetype 2.3.7, Fontconfig 2.4.2, Mesa 7.2 i xterm 239)
- Gcc 2.95.3 (+ pedaços) i 3.3.5 (+ pedaços)
- Perl 5.10.0 (+ pedaços)
- OpenSSL 0.9.8j (+ pedaços)
- Groff 1.15
- Sendmail 8.14.3, amb libmilter
- Bind 9.4.2-P2 (+ pedaços)
- Lynx 2.8.5rel.4 amb suport HTTPS i IPv6 (+ pedaços)
- Sudo 1.7
- Ncurses 5.2
- Últim KAME IPv6
- Heimdal 0.7.2 (+ pedaços)
- Arla 0.35.7
- Binutils 2.15 (+ pedaços)
- Gdb 6.3 (+ pedaços)
- Diverses ampliacions a packet filter
- Els dimonis BGP
- El dimoni NTP (OpenNTPD)
- El dimoni OSPF (ospfd) que implementa el protocol d'encaminament OSPF.
- Les eines de gestió de paquets també s'han millorat considerablement.

## Seguretat
En el desenvolupament d'OpenBSD es para especial esment en la seguretat. Per exemple, es van substituir en el codi diverses funcions que operen sobre cadenes --strcpy, strcat, sprintf, vpsrintf-- per unes altres de protegides --strlcpy, strlcat, snprintf, vsnprintf, asprintf-- perquè no eren segures i usar-les podria dur a errors que creessin fallades de seguretat (vegeu Les pàgines de man d'OpenBSD per saber-ne més detalls.) A més, es va modificar l'enllaçador d'OpenBSD perquè mostri una advertència quan s'emprin aquestes funcions no segures.
La criptografia també és especialment important en OpenBSD. Com a mostra, es va substituir el dimoni no segur telnet pel de SSH, OpenSSH, que xifra les dades abans d'enviar-les. Aquest dimoni és una implementació lliure del SSH. Avui dia l'empren com a substitut de telnet els principals sistemes operatius BSD i la majoria de distribucions de GNU/Linux.
S'han integrat al sistema proteccions contra tot un seguit de fallades de seguretat:
- Desbordament de la pila: El protector contra atacs de desbordament de la pila és activat per defecte al compilador GCC a partir d'OpenBSD 3.3. A la versió 3.4 el nucli també inclou aquesta protecció. D'altra banda, OpenBSD/sparc inclou una protecció addicional contra atacs de desbordament de pila, StackGhost.
- Desbordaments de buffer: La versió 3.4 empra l'esquema de gestió de memòria W^X com a protecció contra els desbordaments de buffer. W^X (pronunciat w x-or x), que assegura que la memòria no és alhora editable i executable.
- Errades de programació: El compilador inclou un analitzador estàtic de dimensions per trobar en temps de compilació les errades de programació més comunes. Es pot protegir el sistema durant la instal·lació dels ports emprant Systrace.
- Desxifrat de paraules de pas: L'algorisme que xifra les paraules de pas, derivat del Blowfish, fou dissenyat perquè requereixi càlculs intensius i sigui difícil d'optimitzar i accelerar. D'aquesta manera s'espera frustrar els intents de desxifrar les paraules de pas.